# Comitatul Roane, Tennessee
Comitatul Roane (în engleză Roane County) este un comitat din statul Tennessee, Statele Unite ale Americii.

## Demografie
|  | Graficele sunt indisponibile din cauza unor probleme tehnice. Mai multe informații se găsesc la Phabricator și la wiki-ul MediaWiki. |

Date: Wikidata - grafică realizată de Wikipedia